# Peter Pasetti
Peter Pasetti, né le 8 juillet 1916 et mort le 23 mai 1996, est un acteur de cinéma et de télévision allemand. Il a joué un certain nombre de rôles principaux dans des productions de l’après-Seconde Guerre mondiale, telles que le film d’opérette Une nuit à Venise en 1953.
À partir de la fin des années 1950, il apparaît de plus en plus à la télévision.

## Filmographie partielle

### Cinéma
- 1940 : La Fille de Barnhelm : un officier
- 1941 : Venus vor Gericht (Venus on Trial) : un camarade du parti
- 1951 : Sensation à San Remo : Valenta
- 1952 : Homesick for You : Kurt Hellwig
- 1953 : Une nuit à Venise : Coramello
- 1953 : Geh mach dein Fensterl auf d'Anton Kutter
- 1953 : Jonny sauve Nebrador :  lieutenant-colonel Dacano
- 1954 : Le Prince rouge : Johann Orth
- 1954 : Girl with a Future : Achmed Spiro
- 1954 : Clivia : Juan
- 1954 : Drei vom Varieté : Luigi Borella
- 1970 : La pacifista : le commissaire
- 1971 : Und Jimmy ging zum Regenbogen : Santarin

### Séries télévisées
- 1960 : Es ist soweit : Lawrence Hudson
- 1973 : Alexandre Bis (épisode 4) : Anthony Baxter
- 1975 : Derrick : Paddenberg : Oswald Paddenberg
- 1978 : Derrick : Pension de famille : Mr Serball
- 1982 : Derrick : L'homme de Kiel : Georg Korin
- 1990 : Derrick : Assurance retraite : Carlo Larossa
- 1992 : Derrick : N'est pas tueur qui veut : Kurt Masinger